# Большое Князь-Теняково
Большо́е Кня́зь-Теня́ково (чув. Мăн Пӳкасси) — деревня в Чебоксарском районе Чувашской Республики, входит в состав Шинерпосинского сельского поселения.

## География
Расстояние до столицы республики, города Чебоксары, составляет 20 км, до районного центра, посёлка Кугеси, — 6 км, до железнодорожной станции — 20 км. Деревня расположена возле реки Кукшум.
Часовой пояс
Деревня Большое Князь-Теняково, как и вся Чувашская Республика, находится в часовой зоне МСК (московское время). Смещение применяемого времени относительно UTC составляет +3:00.

## История
Деревня основана Темеем Теняковым, чувашским князем, имя которого упоминается в документах 1620-х годов и исторических преданиях: 

Согласно документам, 12 мая 1625 года чебоксарский воевода Н. П. Лихарев выдал владенную выпись сотнику Шерданской волости Чебоксарского уезда чувашскому князю Темею Тенякову, служилому тархану Янбулату Айбичееву, старостам Янгиву Яндугаеву «с товарыщи» и рядовым чувашам всей Шерданской волости на владение за оброк пашней и сенокосами на Исеевом поле по речке Малой Аутле.— Чувашские исторические предания:180
Селение упоминается в 1679 году. 

Жители — до 1724 года ясачные, до 1866 года государственные крестьяне; занимались земледелием, животноводством, кулеткачеством,  домашним ремеслом, прочими промыслами. С 1892 года функционировала школа грамоты. В начале XX века действовали водяная мельница, базар. В 1930 году образован колхоз им. Сталина. В 1959 году деревня (в составе колхоза им. Сталина) присоединена к колхозу «Гвардеец».

По состоянию на 1 мая 1981 года населённые пункты Шинерпосинского сельского совета (в том числе деревня Большое Князь-Теняково) — в составе колхоза «Гвардеец»:106.
Административно-территориальная принадлежность
В составе: Шерданской (до 1785 года), Алымкасинской волостей Чебоксарского уезда (до 1 октября 1927 года), Чебоксарского района:134. 

Сельские советы: Толиковский (с 1 октября 1927 года), Шинерпосинский (с 11 января 1960 года):134. С 1 января 2006 года деревня в составе Шинерпосинского сельского поселения. 

## Название
Чувашское название деревни произошло от мӑн «великий», пӳ «воин» или «военачальник», касси «околоток».
Прежние названия
Больше-Князьтенякево Пюкасы (1897), Князь-Тенякова Большая (Пю-касы) (1907).

## Население
| 2010 | 2012 |
| ---- | ---- |
| 159  | ↗166 |

Согласно переписи населения 1897 года в деревне Больше-Князьтенякево Пюкасы Чебоксарского уезда проживали 277 человек, чуваши.

В 1907 году население деревни Князь-Тенякова Большая (Пю-касы) составляло 318 человек, чуваши.

По данным Всероссийской переписи населения 2002 года в деревне проживали 158 человек, преобладающая национальность — чуваши (96%).

## Инфраструктура
Функционирует ОАО «Гвардеец»  (по состоянию на 2010 год). Имеются фельдшерский пункт, клуб, библиотека, спортплощадка, 2 магазина.
Памятники и памятные места
- Стела воинам, павшим в Великой Отечественной войне (Большое Князь-Теняково, ул. А. Николаева)[13].

## Люди, связанные с деревней
- Кириллов Николай Кириллович (1931, Большое Князь-Теняково, Чебоксарский район — 1991, Алатырь) — учитель, директор Визикасинской средней школы Цивильского района (1960), Цивильской средней школы (1962), Цивильской (1963), Чурачикской (1963—1964), Козловской (1964—1969) школ-интернатов. В 1969—1979 директор, в 1980—1985 учитель математики Алатырской школы-интерната, в 1985—1991 Алатырской средней школы №3. Заслуженный учитель  школы Чувашской АССР (1967), заслуженный учитель школы РСФСР (1974)[14].
- Теняков Темей (XVI век) — князь, полководец; ему подчинялись окружные тарханы и полководцы в период вхождения Чувашии в Московское государство[4].